# جورج غالينات
جورج غالينات (بالفرنسية: Georges Galinat)‏ (مواليد 15 أغسطس 1904) هو ملاكم فرنسي، مثّل بلاده في الألعاب الأولمبية الصيفية 1924.

## روابط خارجية
جورج غالينات على موقع أوليمبيديا (الإنجليزية)